# Kościół Trójcy Przenajświętszej w Przemyślu
Kościół Trójcy Przenajświętszej w Przemyślu – zabytkowy rzymskokatolicki kościół parafialny znajdujący się w Przemyślu, w województwie podkarpackim. Należy do dekanatu Przemyśl II. Kościół razem z przyległym klasztorem sióstr Benedyktynek stanowią najstarsze budowle Zasania – lewobrzeżnej części miasta.

## Historia
Około 1616 roku powstała w tym miejscu kaplica sióstr Benedyktynek przybyłych z Jastrzębia. W latach 1768–1777 wzniesiono wraz z klasztorem jednonawowy kościół w stylu barokowym otoczony murami obronnymi ze strzelnicami (zachowane na długości około 350 metrów wraz z otworami strzelnic i fragmentami baszty). Fundatorem kościoła był Franciszek Salezy Potocki, wojewoda kijowski.
W zabytkowym kościele obejrzeć można barokowe freski autorstwa Stanisława Stroińskiego (lata 80. XVIII wieku), rokokową kratę chóru, w bocznych pseudobarokowych ołtarzach obrazy z XVII-XVIII wieku, w ołtarzu głównym barokowe, alabastrowe tabernakulum z 1880 roku. 
W 1970 r. przy kościele św. Trójcy powstała parafia rzymskokatolicka. 
4 czerwca 2004 r. dzięki staraniom ks. Tadeusza Patera, któremu – wraz z rodziną – udało się przeżyć w 1944 r. napad UPA na wieś Rumno, odprawiona została w kościele św. Trójcy uroczysta msza święta, koncelebrowana w intencji ofiar zbrodni pod przewodnictwem ks. abp. Ignacego Tokarczuka. Po jej zakończeniu nastąpiło odsłonięcie pamiątkowych tablic oraz wmurowanie urny z ziemią pobraną z mogiły pomordowanych Polaków w Rumnie.